# Мессінський ярус
| Система/ Період                                                        | Відділ/ Епоха  | Ярус/ Вік                | Вік (млн років) | Вік (млн років) |
| ---------------------------------------------------------------------- | -------------- | ------------------------ | --------------- | --------------- |
| Четвертинний, Q                                                        | Плейстоцен, Q1 | Гелазький                | молодше         | молодше         |
| Неоген, N                                                              | Пліоцен, N2    | П'яченцький, N2pla       | 2,58            | 3,60            |
| Неоген, N                                                              | Пліоцен, N2    | Занклійський ярус, N2zan | 3,60            | 5,33            |
| Неоген, N                                                              | Міоцен, N1     | Мессінський, N1mes       | 5,33            | 7,25            |
| Неоген, N                                                              | Міоцен, N1     | Тортон, N1tor            | 7,25            | 11,63           |
| Неоген, N                                                              | Міоцен, N1     | Серравалійський, N1srv   | 11,63           | 13,82           |
| Неоген, N                                                              | Міоцен, N1     | Лангійський, N1lan       | 13,82           | 15,97           |
| Неоген, N                                                              | Міоцен, N1     | Бурдігальський, N1bur    | 15,97           | 20,44           |
| Неоген, N                                                              | Міоцен, N1     | Аквітанський, N1aqt      | 20,44           | 23,03           |
| Палеоген, P                                                            | Олігоцен, Р3   | Хаттський, Р3h           | старіше         | старіше         |
| Підрозділи неогенової системи наведені згідно МКС, станом на 2018 рік. |                |                          |                 |                 |
| п о р                                                                  |                |                          |                 |                 |

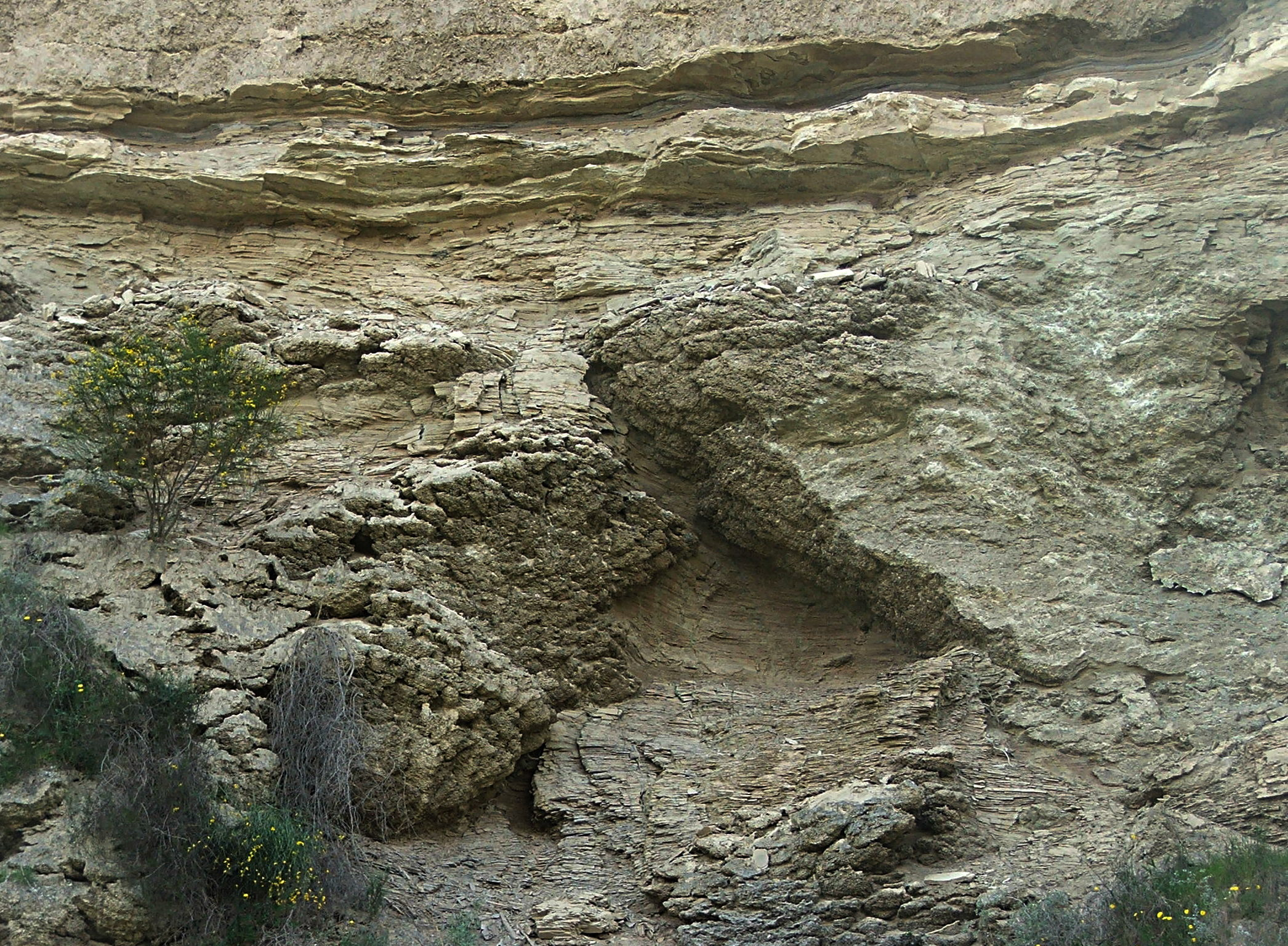
Мессінський ярус — гіпс і глина. Поблизу Сорбас, Південна Іспанія

Мессінський вік і ярус або мессіній — останній геологічний ярус або верхня стадія міоцену. Він охоплює період між 7,246 ±0,005 млн та 5,333 ±0,005 млн років тому. Мессіній передує тортону, а після нього йде занклін, перший вік пліоцену.
Походить від назви міста Мессіна (Messina) в Італії (Сицилія). В Центральній і Східній Європі відкладам цього ярусу відповідає сарматський ярус. Мессінський період накладається центральноєвропейський понтійський етап Паратетісу.
Протягом мессінію, близько 6 мільйонів років тому, відбувся мессінський пік солоності, що призвів до неодноразових пересихань Середземного моря.

## Визначення
Нижня межа мессінського віку припадає на першу появу планктонних форамініфер Globorotalia conomiozea і стратиграфічно знаходиться в середині магнітної хронозони C3Br.1r. Глобальний стратотип (GSSP) розташований в розрізі в Уед-Акреч, поблизу Рабату — столиці Марокко.
Верхня межа мессінського віку збігається з верхньою межею магнітної хронозони Cr3.